# Tramlijn Middelharnis - Ooltgensplaat
De tramlijn Middelharnis - Ooltgensplaat was een van de twee tramlijnen op Goeree-Overflakkee. Vanaf de veersteiger van Middelharnis liep de lijn via Nieuwe-Tonge, Oude-Tonge en Den Bommel naar het eindpunt aan de veersteiger van Ooltgensplaat.

## Geschiedenis
Op 1 mei 1909 werd de lijn geopend door de Rotterdamsche Tramweg Maatschappij en speelde een belangrijke rol en het vervoer van goederen en personen op Goeree-Overflakkee en op de aansluitende RTM stoomveren vanaf Middelharnis naar Hellevoetsluis en Ooltensplaat naar Numansdorp.
Tijdens de Tweede Wereldoorlog heeft de lijn te lijden gehad van beschadiging van het materieel door oorlogshandelingen. Eind jaren ´40 was de lijn echter weer in gebruik. Na de Watersnood van 1953 werd de lijn weer in bedrijf gesteld, maar enkele jaren later is besloten de lijn te ontmantelen, in november 1956 werd het personenvervoer opgeheven, in 1957 ook het goederenvervoer. Tot 1961 reden er nog goederentrams tussen Middelharnis haven en station.

## Restanten
Van de lijn is weinig meer terug te vinden op het eiland, door ruilverkaveling is het tracé goeddeels verdwenen. Een aantal (straat) namen herinnert aan de tramlijn; de Stationsweg in Oude Tonge, eetcafé "De Tram" in  het oude tramstation van Nieuwe Tonge, de Stationsweg en Tramweg in Dirksland, de Tramlijnweg bij Goedereede, en de Stationsweg in Ouddorp. De bushalte daar heet nog steeds "Station". In Middelharnis is er een Stationsweg, en bij de Oosthavendijk is een perron met rails gereconstrueerd. De oude trambaan tussen De Keten en de prinses Marijkestraat is nu fietspad, met trambrug. Ook het fietspad tussen Rozenlaan en Oudelandse Dijk is de oude trambaan. In Dirksland is er bij de haven nog een fiets/voetgangersbrug op de plaats van de trambrug; er staat een informatiebord bij, en een kunstwerk voorstellende het front van een tram (museummotorwagen M67). Bij Oude Tonge is het tracé van het havenspoor nog waarneembaar. En bij Melissant de kruising met de Noorddijk. Tussen Ruigenhil en de N215 is het tracé nog te zien, en ook tussen Langeweg en Ooievaarsdijk.

### Bron
- Inventarisatie-RTM.pdf. (2008-2011, gecontroleerd in februari 2023)